# 1990 TS4
1990 TS4 är en asteroid i huvudbältet som upptäcktes den 9 oktober 1990 av den australiensiske astronomen Robert H. McNaught vid Siding Spring-observatoriet.
Asteroiden har en diameter på ungefär 11 kilometer.